# Harritslev Sogn
 Ikke at forveksle med Harridslev Sogn.
Harritslev Sogn er et sogn i Hjørring Søndre Provsti (Aalborg Stift).
I 1800-tallet var Rakkeby Sogn i Børglum Herred anneks til Harritslev Sogn i Vennebjerg Herred. Begge herreder hørte til Hjørring Amt. Harritslev-Rakkeby sognekommune blev ved kommunalreformen i 1970 indlemmet i Løkken-Vrå Kommune, som ved strukturreformen i 2007 indgik i Hjørring Kommune.
I Harritslev Sogn ligger Harritslev Kirke.
I sognet findes følgende autoriserede stednavne:
- Mogensbjerg (bebyggelse)
- Mosekær (bebyggelse)
- Nørre Harritslev (bebyggelse, ejerlav)
- Sønder Harritslev (bebyggelse, ejerlav)